# Diol

Ethylene glycol, một diol đơn giản.

Resorcinol

Diol hay glycol là những hợp chất hóa học nói chung thuộc nhóm ancol (rượu) có chứa hai nhóm chức hydroxyl (nhóm -OH) (diol còn được gọi là rượu hai chức). Việc ghép nối các nhóm chức năng này rất là phổ biến. Diol công nghiệp phổ biến nhất là Ethylene glycol.

## Sử dụng
1,2-Ethanediol được sử dụng làm chất chống đông trong động cơ đốt được làm mát bằng nước. Diol được dùng trong ngành công nghiệp hóa học để sản xuất polyester, polycarbonate và polyurethanes bằng phương pháp phản ứng ngưng tụ nhiều lần (polycondensation) và polyaditane. Sợi nhựa làm từ polyeste được sử dụng trong ngành công nghiệp dệt với thương hiệu "Diolen".